# Pfälzische Ludwigsbahn
| |                                                                 |                                                  |                                                  |
| Streckenlänge: | 106,6 km                                                        |                                                  |                                                  |
| Spurweite: | 1435 mm (Normalspur)                                            |                                                  |                                                  |
| Streckengeschwindigkeit: | 160,zwischen Kaiserslautern und Neustadt (Weinstr.) 90-130 km/h |                                                  |                                                  |
| |                                                                 |                                                  |                                                  |
| \| \| \| Darstellung der Strecke anfangs 1870 \| \| \| \| \| \| \| \| \| 106,537 \| Ludwigshafen \| 94 m \| \| \| \| nach Mainz, nach Mannheim \| \| \| \| 98,436 \| Mutterstadt \| 97 m \| \| \| \| Floßbach \| \| \| \| 96,447 \| Schifferstadt \| 102 m \| \| \| \| nach Speyer \| \| \| \| 89,697 \| Böhl \| 107 m \| \| \| 85,937 \| Haßloch \| 116 m \| \| \| \| Mußbach \| \| \| \| 78,974 \| Pfälzische Nordbahn von Dürkheim \| Pfälzische Nordbahn von Dürkheim \| \| \| \| Rehbach \| \| \| \| \| Speyerbach \| \| \| \| 77,400 \| Pfälzische Maximiliansbahn von Wissembourg \| Pfälzische Maximiliansbahn von Wissembourg \| \| \| 77,207 \| Neustadt a Hardt \| 142 m \| \| \| \| Wolfsberg-Tunnel (320 m) \| \| \| \| 70,752 \| Lambrecht \| 177 m \| \| \| \| Hochspeyerbach \| \| \| \| \| Lichtensteiner Kopf-Tunnel (92 m) \| \| \| \| \| Retschbach-Tunnel (196 m) \| \| \| \| \| Schönberg-Langeck-Tunnel (366 m) \| \| \| \| \| Hochspeyerbach \| \| \| \| \| Mainzer Berg-Tunnel (212 m) \| \| \| \| 63,380 \| Weidenthal \| Weidenthal \| \| \| \| Gipp-Tunnel (217 m) \| \| \| \| \| Köpfle-Tunnel (158 m) \| \| \| \| \| Eisenkehl-Tunnel (65 m) \| \| \| \| \| Kehre-Tunnel (302 m) \| \| \| \| \| Schlossberg-Tunnel (208 m) \| \| \| \| 59,230 \| Frankenstein \| 250 m \| \| \| \| Franzosenwoog-Tunnel (79 m) \| \| \| \| 54,350 \| Alsenztalbahn von/nach Münster am Stein (im Bau) \| Alsenztalbahn von/nach Münster am Stein (im Bau) \| \| \| 52,300 \| Hochspeyer \| 267 m \| \| \| 50,100 \| Heiligenberg-Tunnel (1347 m) \| Heiligenberg-Tunnel (1347 m) \| \| \| \| Lauter \| \| \| \| \| von Enkenbach (geplant) \| \| \| \| 43,700 \| Kaiserslautern \| 235 m \| \| \| 28,370 \| Landstuhl \| 240 m \| \| \| 28,200 \| nach Kusel \| nach Kusel \| \| \| 22,670 \| Hauptstuhl \| Hauptstuhl \| \| \| \| Mühlbach \| \| \| \| \| Frohnbach \| \| \| \| 18,630 \| Bruchmühlbach \| 240 m \| \| \| \| Erbach \| \| \| \| 8,380 \| Homburg \| Homburg \| \| \| \| nach Zweibrücken \| \| \| \| \| nach Sankt Ingbert \| \| \| \| \| Feilbach \| \| \| \| 1,250 \| Bexbach \| Bexbach \| \| \| 0,000 \| Staatsgrenze Bayern/Preußen \| Staatsgrenze Bayern/Preußen \| \| \| \| nach Neunkirchen \| \| \| \| \| \| \| \| Quellen: [1] \| \| \| \| |                                                                 |                                                  |                                                  |
| |                                                                 | Darstellung der Strecke anfangs 1870             |                                                  |
| |                                                                 |                                                  |                                                  |
| Kopfbahnhof Streckenanfang | 106,537                                                         | Ludwigshafen                                     | 94 m                                             |
| Abzweig geradeaus, nach links und nach rechts |                                                                 | nach Mainz, nach Mannheim                        | nach Mainz, nach Mannheim                        |
| Bahnhof | 98,436                                                          | Mutterstadt                                      | 97 m                                             |
| Brücke über Wasserlauf |                                                                 | Floßbach                                         | Floßbach                                         |
| Bahnhof | 96,447                                                          | Schifferstadt                                    | 102 m                                            |
| Abzweig geradeaus und nach links |                                                                 | nach Speyer                                      | nach Speyer                                      |
| Bahnhof | 89,697                                                          | Böhl                                             | 107 m                                            |
| Bahnhof | 85,937                                                          | Haßloch                                          | 116 m                                            |
| Brücke über Wasserlauf |                                                                 | Mußbach                                          | Mußbach                                          |
| Abzweig geradeaus und von rechts | 78,974                                                          | Pfälzische Nordbahn von Dürkheim                 | Pfälzische Nordbahn von Dürkheim                 |
| Brücke über Wasserlauf |                                                                 | Rehbach                                          | Rehbach                                          |
| Brücke über Wasserlauf |                                                                 | Speyerbach                                       | Speyerbach                                       |
| Abzweig geradeaus und von links | 77,400                                                          | Pfälzische Maximiliansbahn von Wissembourg       | Pfälzische Maximiliansbahn von Wissembourg       |
| Bahnhof | 77,207                                                          | Neustadt a Hardt                                 | 142 m                                            |
| Tunnel |                                                                 | Wolfsberg-Tunnel (320 m)                         | Wolfsberg-Tunnel (320 m)                         |
| Bahnhof | 70,752                                                          | Lambrecht                                        | 177 m                                            |
| Brücke über Wasserlauf |                                                                 | Hochspeyerbach                                   | Hochspeyerbach                                   |
| Tunnel |                                                                 | Lichtensteiner Kopf-Tunnel (92 m)                | Lichtensteiner Kopf-Tunnel (92 m)                |
| Tunnel |                                                                 | Retschbach-Tunnel (196 m)                        | Retschbach-Tunnel (196 m)                        |
| Tunnel |                                                                 | Schönberg-Langeck-Tunnel (366 m)                 | Schönberg-Langeck-Tunnel (366 m)                 |
| Brücke über Wasserlauf |                                                                 | Hochspeyerbach                                   | Hochspeyerbach                                   |
| Tunnel |                                                                 | Mainzer Berg-Tunnel (212 m)                      | Mainzer Berg-Tunnel (212 m)                      |
| Bahnhof | 63,380                                                          | Weidenthal                                       | Weidenthal                                       |
| Tunnel |                                                                 | Gipp-Tunnel (217 m)                              | Gipp-Tunnel (217 m)                              |
| Tunnel |                                                                 | Köpfle-Tunnel (158 m)                            | Köpfle-Tunnel (158 m)                            |
| Tunnel |                                                                 | Eisenkehl-Tunnel (65 m)                          | Eisenkehl-Tunnel (65 m)                          |
| Tunnel |                                                                 | Kehre-Tunnel (302 m)                             | Kehre-Tunnel (302 m)                             |
| Tunnel |                                                                 | Schlossberg-Tunnel (208 m)                       | Schlossberg-Tunnel (208 m)                       |
| Bahnhof | 59,230                                                          | Frankenstein                                     | 250 m                                            |
| Tunnel |                                                                 | Franzosenwoog-Tunnel (79 m)                      | Franzosenwoog-Tunnel (79 m)                      |
| Abzweig geradeaus, ehemals nach rechts und ehemals von rechts | 54,350                                                          | Alsenztalbahn von/nach Münster am Stein (im Bau) | Alsenztalbahn von/nach Münster am Stein (im Bau) |
| Bahnhof | 52,300                                                          | Hochspeyer                                       | 267 m                                            |
| Tunnel | 50,100                                                          | Heiligenberg-Tunnel (1347 m)                     | Heiligenberg-Tunnel (1347 m)                     |
| Brücke über Wasserlauf |                                                                 | Lauter                                           | Lauter                                           |
| Abzweig geradeaus und ehemals von rechts |                                                                 | von Enkenbach (geplant)                          | von Enkenbach (geplant)                          |
| Bahnhof | 43,700                                                          | Kaiserslautern                                   | 235 m                                            |
| Bahnhof | 28,370                                                          | Landstuhl                                        | 240 m                                            |
| Abzweig geradeaus und nach rechts | 28,200                                                          | nach Kusel                                       | nach Kusel                                       |
| Bahnhof | 22,670                                                          | Hauptstuhl                                       | Hauptstuhl                                       |
| Brücke über Wasserlauf |                                                                 | Mühlbach                                         | Mühlbach                                         |
| Brücke über Wasserlauf |                                                                 | Frohnbach                                        | Frohnbach                                        |
| Haltepunkt / Haltestelle | 18,630                                                          | Bruchmühlbach                                    | 240 m                                            |
| Brücke über Wasserlauf |                                                                 | Erbach                                           | Erbach                                           |
| Bahnhof | 8,380                                                           | Homburg                                          | Homburg                                          |
| Abzweig geradeaus und nach links |                                                                 | nach Zweibrücken                                 | nach Zweibrücken                                 |
| Abzweig geradeaus und nach links |                                                                 | nach Sankt Ingbert                               | nach Sankt Ingbert                               |
| Brücke über Wasserlauf |                                                                 | Feilbach                                         | Feilbach                                         |
| Bahnhof | 1,250                                                           | Bexbach                                          | Bexbach                                          |
| | 0,000                                                           | Staatsgrenze Bayern/Preußen                      | Staatsgrenze Bayern/Preußen                      |
| Strecke (außer Betrieb) |                                                                 | nach Neunkirchen                                 | nach Neunkirchen                                 |
| |                                                                 |                                                  |                                                  |
| Quellen: |                                                                 |                                                  |                                                  |

Die Pfälzische Ludwigsbahn (auch Kohlebahn oder Bexbacher Bahn genannt) ist eine 106,6 Kilometer lange historische Eisenbahnstrecke, die innerhalb der damals bayerischen Pfalz von Ludwigshafen am Rhein nach Bexbach verlief. Sie entstand im Zeitraum von 1847 bis 1849.
Ihren Namen erhielt sie von der Betreiberin, der Pfälzischen Ludwigsbahn-Gesellschaft. Die Strecke war die erste Ost-West-Verbindung durch die Pfalz. Von 1850 bis 1852 folgte die Verlängerung bis Neunkirchen, Sulzbach und Saarbrücken in das damals preußische Kohlerevier. Inzwischen existiert sie nicht mehr als betriebliche Einheit. Der Abschnitt Ludwigshafen – Homburg ging später in der Bahnstrecke Mannheim – Saarbrücken auf, die seit 1904 beziehungsweise 1969 existiert. Aus diesem Grund ist der Begriff Pfälzische Ludwigsbahn beziehungsweise Ludwigsbahn inzwischen für sie ungenau. Der Abschnitt Homburg – Bexbach ist mittlerweile Teil der Bahnstrecke Homburg – Neunkirchen.

## Entstehung

### Vorgeschichte
Ab 1816 gehörte das zunächst Rheinkreis genannte Territorium im Zuge des Vertrags von München zum Königreich Bayern. Darin bildete es eine Exklave. Nachdem im Zuge der Industrialisierung im Vereinigten Königreich 1825 mit der Stockton and Darlington Railway weltweit die erste Eisenbahn und 1835 die Ludwigseisenbahn zwischen Nürnberg und Fürth den Betrieb aufgenommen hatte, entstanden Pläne, eine Eisenbahnlinie innerhalb des Rheinkreises einzurichten. Zunächst war geplant, eine Bahnstrecke in Nord-Süd-Richtung in Betrieb zu nehmen, die mit der von Baden projektierten Strecke Mannheim–Basel konkurrieren sollte.
Parallel dazu gab es Bestrebungen, eine Magistrale in Ost-West-Richtung zu bauen. Unternehmer aus dem preußischen Saarrevier beschlossen am 26. Januar 1836 in Saarbrücken die Gründung einer Gesellschaft für die Errichtung einer Eisenbahn von Saarbrücken nach Mannheim. Da feststand, dass sie hauptsächlich durch den Rheinkreis verlaufen würde, war Bayern dagegen, die Aktivitäten vom preußischen Saarbrücken aus steuern zu lassen.
Währenddessen brachten die Sulzbacher Glasfabrikanten und Brüder Carl Philipp und Johann Ludwig Vopelius eine Verbindung von Saarbrücken nach Strasbourg ins Spiel. Frankreich setzte auf eine linksrheinische Strecke von Strasbourg zur Rheinschanze. Die Realisierung beider Linien – insbesondere der ersteren – hätte bewirkt, den Rheinkreis verkehrstechnisch zu isolieren. Die geplante linksrheinische Strecke barg zudem die Gefahr, im Kriegsfall Frankreich einen strategischen Vorteil zu gewähren, da dessen Truppen auf diese Weise leichter bis nach Mainz gelangten. Zur selben Zeit hatten Industrielle aus dem Rheinkreis ein Interesse daran, den Gruben im Einzugsgebiet von Bexbach den Transport der geförderten Kohle an den Rhein zu erleichtern.
Am 21. Dezember 1837 genehmigte der bayerische König Ludwig I. sowohl die Errichtung einer Magistrale in Ost-West-Richtung von der Rheinschanze zur preußischen Grenze bei Bexbach zur Anbindung an die geplante preußische Strecke von Saarbrücken nach Bexbach als auch die Errichtung einer linksrheinischen Strecke in Nord-Süd-Richtung von der Rheinschanze zur französischen Grenze bei Lauterburg mit Anbindung an die geplante französische Strecke von Straßburg nach Lauterburg. Außerdem legte er fest, dass die beiden Direktionen innerhalb der Pfalz ansässig sein mussten und den beiden Aktiengesellschaften nur bayerische Aktionäre angehören durften. Damit war der Einfluss des Saarbrücker Komitees auf den Verlauf der Strecke innerhalb Bayerns ausgeschaltet. Die beiden zu gründenden Aktiengesellschaften sollten auf eine bestimmte Zeit, längstens 99 Jahre, privilegiert sein; anschließend musste das Eigentum der beiden Eisenbahnen an den bayerischen Staat übergehen. Die Aktienzeichnung für die Ost-West-Magistrale fand ab 1. Januar 1838 statt, während der Termin der Aktienzeichnung für die unrealisierte Nord-Süd-Magistrale später folgen sollte.
Am 10. Januar 1838 wurde eine vorläufige Gesellschaft gebildet, die eine Magistrale in Ost-West-Richtung vorantreiben wollte. Diese sollte hauptsächlich dem Kohletransport aus der Saargegend zum Rhein dienen. An einem staatlichen Bahnbetrieb innerhalb seines linksrheinischen Gebiets hatte Bayern kein Interesse.
Hauptgrund für die Standortwahl war, dass in der Grube Frankenholz (heute Ortsteil von Bexbach) Steinkohle gefördert wurde. Frankenholz war die einzige Kohlengrube des Königreiches Bayern, in der man Steinkohle vorfand; in den übrigen bayerischen Kohlengruben wurde lediglich die sogenannte Pechkohle gefördert, die einen deutlich geringeren Brennwert besitzt. Insbesondere für Dampflokomotiven war die Steinkohle der effizientere Betriebsstoff.
Beim Abtransport der in Frankenholz geförderten Kohle gab es neben dem notwendigen Bau der Eisenbahnlinie nach Ludwigshafen ein weiteres Problem: Frankenholz liegt etwa 200 Höhenmeter über dem Niveau des Bahnhofs Bexbach. Das Transportproblem löste man durch den Bau einer Seilbahn über etwa 6 km zwischen Bexbach und Frankenholz, mit der die geförderte Rohkohle zum Bahnhof Bexbach transportiert wurde. Vor der Bahnverladung wurde die Kohle in der sogenannten Kohlewäsche von der Schlacke getrennt. Die Schlacke wurde in Bexbach aufgeschichtet und bildet heute die inzwischen bewaldete Halde mit dem Bergmannsdenkmal St. Barbara.
Von Ludwigshafen aus wurde die Steinkohle auf dem Wasserwege mainaufwärts in Richtung Bayern transportiert. Dies geschah hauptsächlich durch die staatlich geförderte Bayerisch-Pfälzische Dampf-Schlepp-Schifffahrts-Gesellschaft.

### Planung
Im westlichen Streckenabschnitt wurden mehrere Streckenvarianten ausgearbeitet. Das bayerische St. Ingbert als westlichen Endpunkt festzulegen, wurde auf Druck Preußens fallen gelassen, da der preußische Staat die langfristig angestrebte Durchbindung bis nach Saarbrücken möglichst weit über sein eigenes Territorium führen wollte. Auch wollte man die Stadt Neunkirchen samt ihren zahlreichen Kohlevorkommen angebunden haben. Deshalb wurde als Endpunkt der Strecke Bexbach gewählt, von wo aus später die Verlängerung über Neunkirchen und das Sulzbachtal erfolgen sollte.

Streckenprofil der Ludwigsbahn

Nachdem Bexbach als Endpunkt feststand, war zunächst vorgesehen, die Strecke auf direktem Weg nach Kaiserslautern zu führen. Zweibrücken plädierte für einen Weg weiter südlich über sein Stadtgebiet, was allerdings einen zu großen Umweg bedeutet hätte, sodass als Kompromiss schließlich Homburg angebunden werden sollte.
Östlich Kaiserslauterns war die komplizierte Überwindung des Pfälzerwaldes zu bewerkstelligen. In dem topografisch schwierigen Gelände standen zwei Trassen zur Diskussion. Zunächst dachten die verantwortlichen Ingenieure an einen Streckenverlauf durch das Dürkheimer Tal. Diese Streckenführung hätte jedoch wegen dessen tief eingeschnittener Seitentäler große Viadukte über oder weite Schleifen in diese Täler hinein erforderlich gemacht. Außerdem wies die Frankensteiner Steige ein so starkes Gefälle auf, dass dort stationäre Dampfmaschinen und Seilzüge zur Überwindung des Höhenunterschiedes notwendig gewesen wären. Aus diesem Grund wählte man eine Variante über das Neustadter Tal, dessen Überwindung sich gemäß einem Gutachten zwar ebenfalls schwierig gestalten würde, jedoch machbar sei und im Gegensatz zum Dürkheimer Tal keine Rampen mit Seilzügen notwendig machen würde.
Auch über den östlichen Endpunkt der Strecke gab es verschiedene Vorstellungen. Speyer, die Hauptstadt der Pfalz, setzte sich dafür ein, anstelle der Rheinschanze selbst Endpunkt der Strecke zu werden. Argumentiert wurde im Wesentlichen, dass die Domstadt ein alter Handelsplatz sei, während die Rheinschanze als bloßer Militärstützpunkt nichts weiter als ein Umladeplatz für den Weitertransport von Waren sein würde. Diese Bestrebungen setzten sich jedoch nicht durch, da der rechtsrheinische Teil der aufstrebenden Rhein-Neckar-Region – vor allem Mannheim – der bevorzugte Absatzmarkt war und der Export der Kohle ins Gebiet jenseits des Rheins für wichtiger erachtet wurde. Speyer sollte jedoch eine Zweigbahn erhalten.

### Gründung der Bahngesellschaft und Baubeginn
Die am 30. März 1838 gegründete Bayerische Eisenbahngesellschaft der Pfalz/Rheinschanz-Bexbacher-Bahn, die spätere Pfälzische Ludwigsbahn-Gesellschaft, projektierte einen Schienenweg zwischen der Rheinschanze (heute Ludwigshafen am Rhein) gegenüber Mannheim und der westlichen Grenze zu Preußen bei Bexbach. Es vergingen mehrere Jahre der Erörterung zwischen den verschiedenen Interessengruppen. Mit der Berufung des Ingenieurs Paul Camille Denis, der bereits für die 1835 als erste deutsche Bahnstrecke eröffnete Linie Nürnberg–Fürth verantwortlich gezeichnet hatte, in das Direktorium der Gesellschaft begann im April 1844 die eigentliche Bauphase.
Der Streckenbau fing gleichzeitig in Ludwigshafen, Neustadt an der Haardt, Kaiserslautern und Homburg in Richtung Bexbach an. Zwischen der Grenze zu Preußen und Kaiserslautern mussten die Erbauer aufgrund des moorigen Bodens im Landstuhler Bruch teilweise zehn Meter Erde als Bahndamm aufbringen. Ab April 1846 folgte zwischen Ludwigshafen und Neustadt die Verlegung von Schienen.
Ursprünglich war vorgesehen, lediglich in Ludwigshafen, Schifferstadt, Haßloch, Neustadt, Lambrecht-Grevenhausen, Frankenstein, Kaiserslautern, Landstuhl, Bruchmühlbach, Homburg und Bexbach Bahnhöfe zu errichten. Nachträglich wurde jedoch vereinbart, Hochspeyer, Böhl und Mutterstadt ebenfalls mit Stationen zu versehen.

## Weitere Entwicklung

### Schrittweise Eröffnung
Die Eröffnung des Streckenabschnitts Ludwigshafen–Neustadt fand am 11. Juni 1847 statt. Der von Ludwigshafen nach Neustadt fahrende Eröffnungszug war mit der Lokomotive Haardt, die die Betriebsnummer 1 trug, bespannt. Als besonders aufwändig erwies sich die Durchquerung des Pfälzerwaldes zwischen Kaiserslautern und Neustadt, weshalb die Bahn nicht kontinuierlich nach Westen weitergebaut wurde. So lag im Abschnitt Homburg–Kaiserslautern zu diesem Zeitpunkt bereits der Unterbau, während bis Frankenstein erst die Erddämme fertiggestellt waren.
Die Freigabe des Abschnitts Homburg–Kaiserslautern folgte am 2. Juli, nachdem ihn bereits vom 10. bis zum 15. Juni probeweise Züge mit insgesamt 5584 Reisenden befahren hatten. Am 2. Dezember des Jahres fand die Durchbindung des Abschnitts bis nach Frankenstein statt. Am 6. Juni des Folgejahres war der Abschnitt Bexbach–Homburg fertiggestellt. Ein unmittelbarer Anschluss der dortigen Kohlebergwerke blieb jedoch mit Hinblick auf die geplante Durchbindung nach Neunkirchen und Saarbrücken aus. Vor allem die Fertigstellung des Streckenabschnitts Neustadt–Frankenstein verzögerte sich durch den für den Bahnbau erforderlichen Grunderwerb und zusätzlich wegen der schwierigen Topografie. So entstanden, bedingt durch Hügel und Ausläufer verschiedener Berge zehn Tunnels.

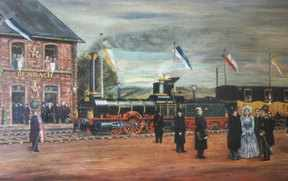
Eröffnungszug in Bexbach im Jahr 1849

Zur selben Zeit verzögerte die Deutsche Revolution den Weiterbau der Strecke. Darüber hinaus bedienten die Akteure sich der bestehenden Abschnitte für ihre Zwecke. Freischärler zerstörten bei Mutterstadt und Haßloch einen Teil der Gleise, um zu vereiteln, dass preußische Soldaten die Ludwigsbahn nach Neustadt benutzen konnten. Zusätzlich transportierten sie die ausgebauten Schienen nach Neustadt, um etwaige Reparaturen zu erschweren. Das Freikorps Homburg besetzte den Bahnhof Bexbach. Am 13. Juni 1849 flohen dessen Mitglieder in einem selbst zusammengestellten Zug, den Ulanen verfolgten. Das an den Bahnhöfen stationierte Personal war während dieser Zeit gezwungen, Kompromisse mit den Revolutionären einzugehen, um den Bahnbetrieb fortführen zu können.
Die durchgehende Eröffnung fand schließlich am 25. August 1849 statt. Zuvor hatten Kutschen – damals als Omnibusse bezeichnet – den Verkehr zwischen den beiden Streckenteilen übernommen.

### Folgezeit
Bereits am 20. Oktober 1850 folgte die Durchbindung zum preußischen Montanstandort Neunkirchen, nachdem bereits am 7. September ein Kohlezug von der Grube Heinitz nach Osten gefahren war. 1851 entstand unter Leitung von William Fardely eine Telegrafenlinie entlang der Strecke Neunkirchen–Ludwigshafen. Ab dem 16. November 1852 war der durchgehende Verkehr bis Saarbrücken möglich. Kurze Zeit später führte die Ludwigsbahn-Gesellschaft zwischen Ludwigshafen und Bexbach den Posttransport per Bahn ein. Mit der Fertigstellung der Strecken von Mainz nach Ludwigshafen und Neunkirchen nach Saarbrücken existierte ab 1853 eine Verbindung zwischen Mainz und Paris. Der umfangreiche Verkehr erforderte die Errichtung eines zweiten Gleises, dessen Unterbau bereits existierte. Bereits im Juli 1856 war die Ludwigsbahn einschließlich ihrer Fortsetzung nach Neunkirchen durchgängig zweigleisig befahrbar. Zwei Jahre später entstand zwischen Hauptstuhl und Homburg mit Bruchmühlbach ein weiterer Bahnhof. Von 1858 bis 1860 baute Preußen in Etappen die sogenannte Rhein-Nahe-Bahn von Bingerbrück nach Neunkirchen, die für die Ludwigsbahn eine Konkurrenz darstellte.
Für die zwischen Frankenstein und Hochspeyer abzweigende und 1871 auf voller Länge eröffnete Alsenztalbahn erhielt Hochspeyer einen neuen Abzweigbahnhof. Sein Vorgänger diente fortan ausschließlich dem Güterverkehr. In der Folgezeit folgten entlang der Ludwigsbahn mit Mundenheim, Rheingönheim, Einsiedlerhof, Kindsbach und Eichelscheid-Lambsborn weitere Bahnhöfe und Haltepunkte. Mit Eröffnung der Bahnstrecke St. Ingbert–Saarbrücken im Jahr 1879 existierte in Kombination mit der 1857 eröffneten Bahnstrecke Homburg–Zweibrücken und der 1867 auf voller Länge freigegebenen Würzbachbahn eine weitere Bahnverbindung der Relation Homburg–Saarbrücken. Diese war kürzer als die bisherige Route über Bexbach und Neunkirchen. Züge nach Saarbrücken zogen diese der Route über Bexbach fortan vor.

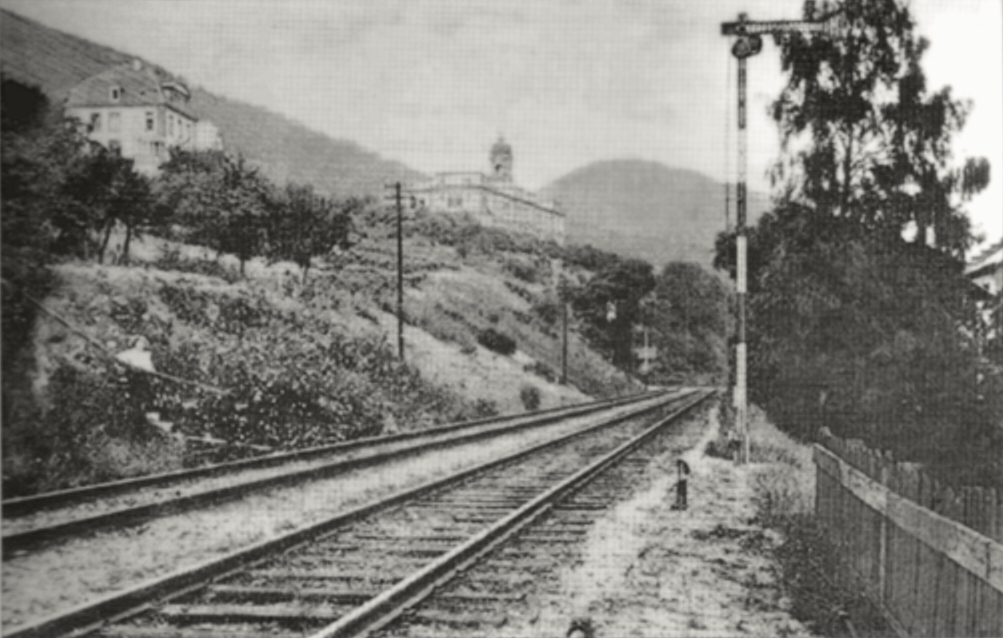
Ludwigsbahn bei Neustadt um 1900

Kohlezüge aus Richtung Bexbach, die über die 1875 eröffnete Magistrale Zweibrücken–Landau nach Osten fuhren, mussten im Bahnhof Homburg „Kopf machen“. Um dieses Problem zu lösen, wurde die bisherige Wendung des Gleises westlich von Homburg in Richtung Bexbach aufgegeben und die Trasse so verändert, dass die Anlage einer Verbindungskurve zur Strecke nach Zweibrücken möglich war. Die Umbaumaßnahmen begannen im Frühjahr 1880. Die Eröffnung folgte am 15. Oktober 1881. 1900 entstand außerdem eine parallel zur Bestandsstrecke verlaufende Güterbahn von Schifferstadt bis zum Bahnhof Oggersheim an der Strecke nach Mainz, die der Umfahrung Ludwigshafens diente.

### Entwicklung nach 1904
Ab 1. Januar 1904 existierte aus strategischen Gründen eine Direktverbindung von Homburg nach Rohrbach über Limbach und Kirkel, die zunächst eine Fortsetzung der vier Monate später folgenden Glantalbahn bilden sollte. Auf diese Weise war zwischen Homburg und Saarbrücken der kürzest mögliche Weg entstanden. Dies hatte zur Folge, dass die bisherige Ludwigsbahn keine betriebliche Einheit mehr bildete. Zwischen Homburg und Bexbach wurde entsprechend neu kilometriert. Der Nullpunkt befand sich ursprünglich an der preußisch-bayerischen Landesgrenze zwischen Bexbach und Neunkirchen und befindet sich jetzt in Homburg; die Kilometrierung geschieht dort in die entgegengesetzte Richtung bis Neunkirchen. Lediglich von Homburg bis Ludwigshafen blieb die alte Kilometrierung bestehen. Am 1. Januar 1909 ging die frühere Ludwigsbahn zusammen mit den übrigen Bahnstrecken innerhalb der Pfalz in das Eigentum der Bayerischen Staatseisenbahnen über.
Eine einschneidende Veränderung der Trasse der ehemaligen Ludwigsbahn brachte der 1920 entstandene Rangierbahnhof Einsiedlerhof, der den in Kaiserslautern ersetzte. Wegen der beengten Platzverhältnisse im Abschnitt Kaiserslautern – Einsiedlerhof war eine Verlegung der beiden Streckengleise nach Norden erforderlich. Nach dem Zweiten Weltkrieg wurde von 1961 bis 1966 die frühere Strecke schrittweise elektrifiziert. Zur selben Zeit begann die Deutsche Bundesbahn mit der Verlegung des Ludwigshafener Hauptbahnhofs an einen neuen Standort. 1969 war diese Maßnahme abgeschlossen. Der bisherige Kopfbahnhof und seine Gleisanlagen wurden abgerissen.
Der Abschnitt Ludwigshafen – Homburg wird gegenwärtig unter der VzG-Streckennummer 3280 nach Umbauten des Ludwigshafener Hauptbahnhofs und kurzer Abschnitte zur Beschleunigung als Teil der Bahnstrecke Mannheim – Saarbrücken geführt. Die Verbindung über Bexbach ist inzwischen Teil der Bahnstrecke Homburg – Neunkirchen (VzG-Nummer 3282).

## Verkehr

### Personenverkehr

#### Verkehr bis zur Gründung der Pfälzischen Eisenbahnen

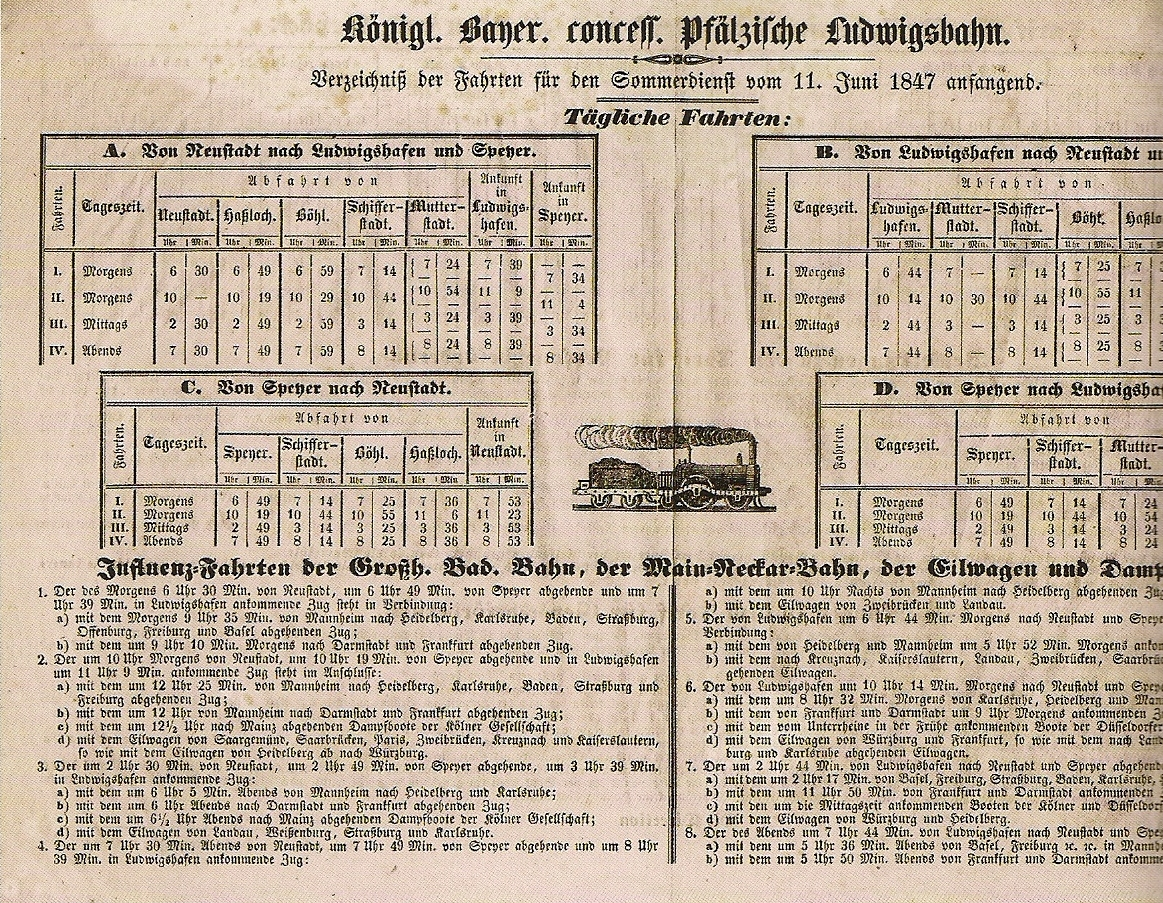
Erster Fahrplan der Ludwigsbahn im Jahr 1847

Der erste Fahrplan für den bereits 1847 eröffneten Abschnitt Ludwigshafen–Neustadt wies zunächst vier Zugpaare auf. Dabei wurden die Züge mit denjenigen, die Speyer bedienten, in Schifferstadt geflügelt beziehungsweise vereinigt. Nach der Eröffnung des Abschnitts Kaiserslautern–Homburg im Jahr 1848 verkehrten dort zunächst insgesamt drei Zugpaare und im Abschnitt Ludwigshafen–Neustadt fünf. Am 1. Oktober reduzierte sich die Zahl der Zugpaare im Osten wieder auf vier. Ab Dezember fand im Westen eine Durchbindung der Züge bis nach Frankenstein statt. Zur selben Zeit kam zwischen Ludwigshafen und Neustadt ein weiteres Zugpaar hinzu. Omnibusse verknüpften je zwei Züge auf den beiden voneinander isoliert liegenden Abschnitten. Bis 1865 existierten im Nahverkehr keine reinen Personenzüge, sondern allenfalls gemischte Züge. Diese hielten oft nicht an allen Bahnhöfen. So existierte bereits 1848 ein Kohlezug der Relation Speyer–Ludwigshafen, der ebenso der Personenbeförderung diente.
Bereits 1853 gab es durchgehende Personenzüge der Relation Mainz–Paris. 1854 verkehrten zwischen beiden Städten bereits drei Zugpaare pro Tag; eine Fahrt zwischen Mainz und Paris dauerte rund 17 Stunden. Mit der Vollendung der in Etappen eröffneten Rhein-Nahe-Bahn durch die gleichnamige Bahngesellschaft 1860 entfiel diese Verbindung wieder; entsprechend war fortan ein Umstieg in Neunkirchen erforderlich. Generell liefen die Personenzüge der Ludwigsbahn nicht mehr über Neunkirchen hinaus. Im selben Jahr fuhren im Abschnitt Ludwigshafen–Neustadt Schnellzüge der Relation Basel–Köln. 1865 verkehrten drei Zugpaare von Worms nach Neunkirchen, zwei zwischen Neustadt und Worms, eines der Relation Homburg–Neunkirchen. Hinzu kam ein Zug von Kaiserslautern nach Neunkirchen.

#### Pfälzische Eisenbahnen

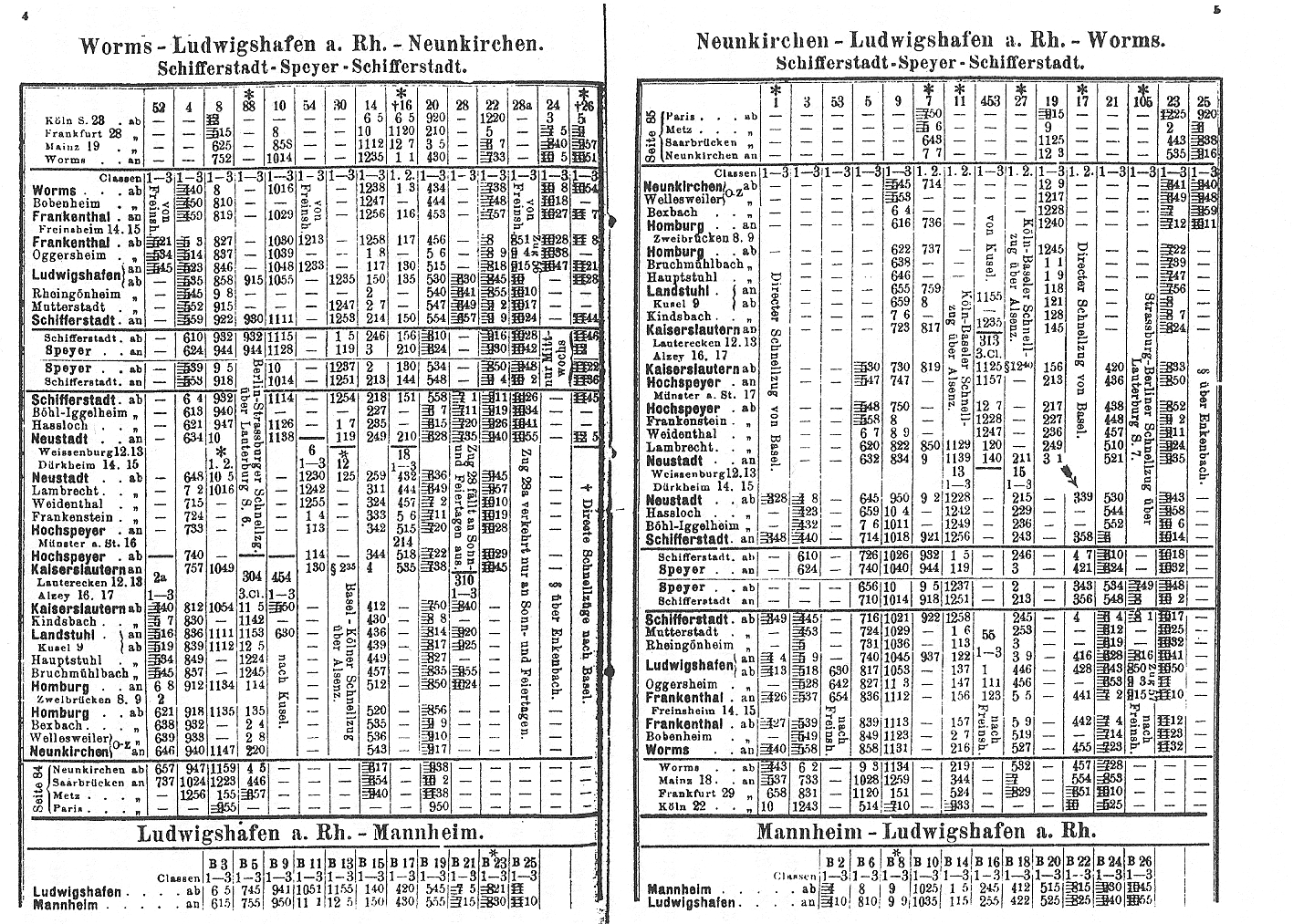
Fahrplan im Jahr 1884

Nach der Eröffnung der in Hochspeyer abzweigenden Alsenztalbahn in den Jahren 1870 und 1871 fuhren die dortigen Nahverkehrszüge zunächst weiter entlang der Ludwigsbahn bis nach Kaiserslautern. Von einem nachhaltigen, über die Ludwigsbahn verlaufenden überregionalen Verkehr in Ost-West-Richtung konnte in den Folgejahrzehnten keine Rede sein, da die Schnellzüge der Relation Ludwigshafen–Neunkirchen an fast allen Unterwegsbahnhöfen hielten. Ab Mitte 1872 benutzten die Schnellzüge aus dem Rheinland den Abschnitt Neustadt–Hochspeyer sowie die Alsenzstrecke, da diese Verbindung kürzer als die bisherige war. 1875 existierte ein Schnellzug der Relation Ludwigshafen–Neustadt–Metz–Paris. Obwohl ein Jahr später in Form der Strecken Schifferstadt–Wörth und Wörth–Straßburg eine Direktverbindung von Ludwigshafen ins Elsass entstanden war, verkehrten aufgrund der eingleisigen Ausstattung die meisten Fernzüge aus Richtung Frankfurt weiterhin bis Neustadt und anschließend über die Maximiliansbahn, wobei sie stets in Neustadt Kopf machen mussten. Einige wurden dort geflügelt, um einen Zugteil mit denjenigen aus dem Alsenztal zu vereinigen, während der andere Teil weiter über die Ludwigsbahn nach Westen verkehrte.
Die Nahverkehrszüge fuhren im Jahr 1884 in der Relation Neunkirchen–Worms. Gegen Ende des 19. Jahrhunderts existierte erstmals ein Nahverkehr im eigentlichen Sinne. 1887 existierten unmittelbar westlich von Neustadt mindestens sieben Zugpaare. Die meisten Schnellzüge beschränkten sich auf die Relation Mainz–Ludwigshafen–Homburg–Neunkirchen. Gegen Ende des 19. Jahrhunderts verkehrte ebenso der Orient-Express über die Ludwigsbahn. Ab Mai 1901 existierte über den Streckenabschnitt Homburg–Kaiserslautern ein Schnellzug der Relation München–Worms–Kaiserslautern–Metz–Paris.

### Güterverkehr
Handelswaren spielten in den ersten Betriebsjahren vor der Vollendung der Strecke ausschließlich eine untergeordnete Bedeutung. Ihr Transport fand vorzugsweise von Ludwigshafen nach Neustadt statt. Zudem bestand zu diesem Zeitpunkt eine große Konkurrenz mit dem Verkehr von Fuhrwerken. Die Ludwigsbahn beförderte nach ihrer Fertigstellung auf voller Länge im Güterverkehr hauptsächlich Kohle aus der Saarregion an den Rhein, was ihr den Namen Kohlebahn einbrachte. Der Transport von Kohle und Eisen war zudem die Haupteinnahmequelle der Ludwigsbahn-Gesellschaft. Zusätzlich wies sie die Einnahmen aus dem Kohletransport in den Geschäftsberichten vom übrigen Güterverkehr gesondert aus. Von 1851 bis 1869 stieg entlang der Ludwigsbahn der Transport von Kohle kontinuierlich an. 1854 hatte sie im Güterverkehr das vierthöchste Aufkommen innerhalb des Deutschen Bundes.

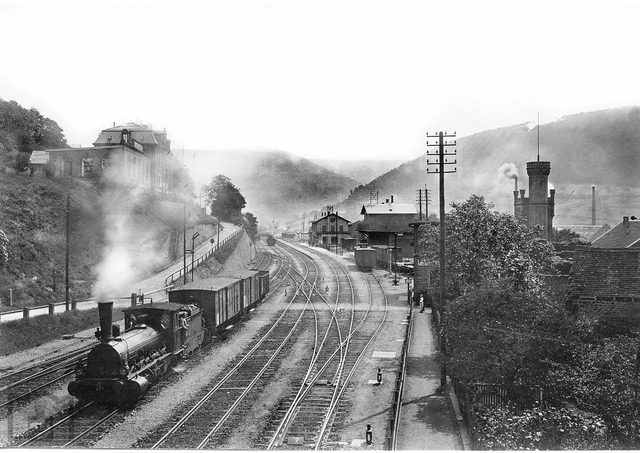
Güterzug um 1900 bei der Durchfahrt durch den Bahnhof Lambrecht

1871 fuhren die „normalen“ Güterzüge auf der Ludwigsbahn in den Relationen Kaiserslautern–Mainz, Neunkirchen–Kaiserslautern, Homburg–Frankenthal. Ludwigshafen–Neunkirchen und Worms–Homburg. Hinzu kam ein Steinzug der Relation Kaiserslautern–Ludwigshafen und mehrere Kohlenzüge der Relationen Homburg–Neunkirchen, Kaiserslautern–Ludwigshafen, Neustadt–Neunkirchen, Kaiserslautern–Neustadt, Homburg–Neustadt, Ludwigshafen–Neunkirchen und Neunkirchen–Kaiserslautern. Zwischen Neustadt und Ludwigshafen kamen bei Bedarf sogenannte „Supplement-Güterzüge“ hinzu. Sowohl Ludwigshafen als auch Kaiserslautern entwickelten sich zu bedeutenden Umschlagplätzen für den Güterverkehr, sodass beiderorts ein Rangierbahnhof entstand. Vor allem letztere erlebte unmittelbar nach dem erfolgten Anschluss an die Bahnstrecke einen deutlichen wirtschaftlichen Schub, der zur Ansiedlung zahlreicher Unternehmen führte. Zwischen Kaiserslautern und Neustadt spielte außerdem der Holztransport und die Produktion von Papier eine große Rolle. Auf Höhe des Neustadter Stadtviertels Schöntal entstand 1869 eine Verladestelle. Weitere entsprechende Gleisanschlüsse folgten. Gegen Ende des 19. Jahrhunderts war zwischen Weidenthal und Lambrecht der Holzverladeplatz Frankeneck hinzugekommen. Ebenfalls einen großen Teil des Güterverkehrs bescherte der Steinbruch in Weidenthal, der sich in Besitz der Pfälzischen Eisenbahnen befand und den die Pfälzischen Eisenbahnen bis 1906 betrieben.

### Zwischenfälle

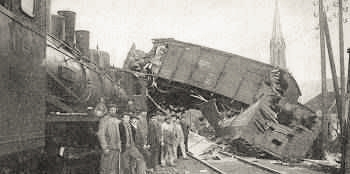
Eisenbahnunfall in Weidenthal 1912

- Am 28. Oktober 1863 fuhr ein leerer Güterzug im Bahnhof Frankenstein an. An seinem Ende war ein Packwagen angehängt, in dem 50 Arbeiter mitfuhren. Ein in derselben Richtung verkehrender Personenzug fuhr auf den Güterzug auf. Sieben Menschen starben.[73]
- 1912 ereignete sich ein Eisenbahnunfall in Weidenthal. Bei diesem starb ein Mensch, außerdem gab es mehrere Verletzte.[74][75]

## Fahrzeugeinsatz

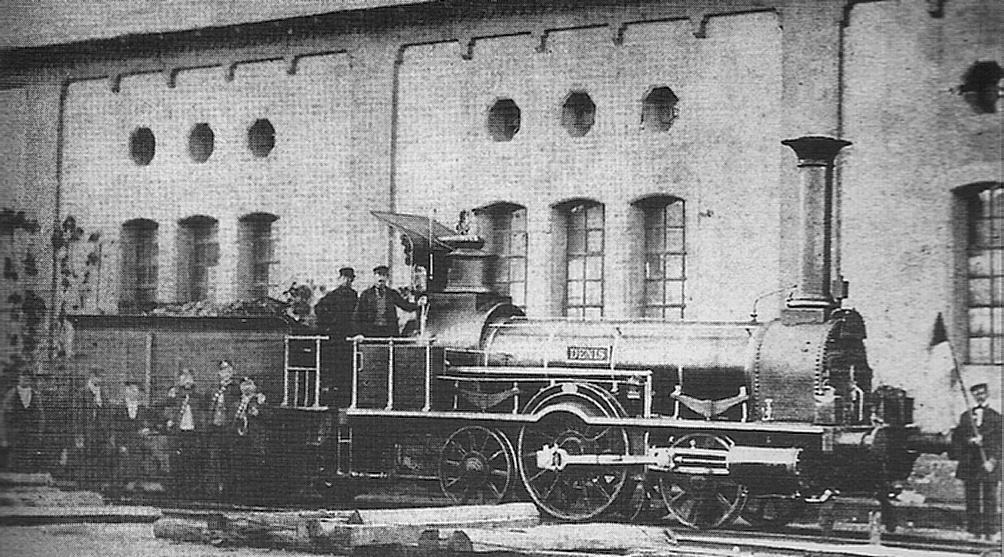
Lok Denis um 1850 in Kaiserslautern

Zuständig für den Fahrzeugeinsatz waren die Werkstätten Kaiserslautern und Ludwigshafen. 1860 kam diejenige in Neustadt hinzu. In den ersten Jahren nach der Streckeneröffnung fuhren wahlweise Lokomotiven der Maschinenfabrik Emil Keßler beziehungsweise Maffei, die die Nummern 1 bis 8 und 21 und 9 bis 20 erhielten. Diese trugen Namen wie Haardt, Vogesus, Denis und Alwens. In den 1850er Jahren kamen Crampton-Lokomotiven mit den Nummern 26 bis 63 hinzu.
Von 1877 bis 1891 bespannten Loks der Baureihen P 1.II und P 1.III die Schnellzüge der Relationen Ludwigshafen–Neunkirchen sowie Bingerbrück–Weißénburg. Bereits ein Jahrzehnt später verrichtete die P 2.I diesen Dienst. Gegen Ende der 1890er Jahre kam außerdem die P 3.I hinzu. Für den Güterverkehr fanden unter anderem die G 1.I und G 2.II Verwendung. Sowohl für den Vorort- als auch für den Güterverkehr setzten die Pfälzischen Eisenbahnen die T 1 ein. Gegen Ende des 19. Jahrhunderts fuhren im Schnellzugdienst zwischen Ludwigshafen und Hochspeyer teilweise Lokomotiven der Preußischen Staatseisenbahnen und der Reichseisenbahnen in Elsaß-Lothringen. Ab 1897 waren zwischen Ludwigshafen und Neustadt Triebwagen der Typen MC und MBCC anzutreffen.

## Betriebsstellen

### Ludwigshafen
Der Bahnhof war ein Kopfbahnhof und befand sich in der Ludwigshafener Innenstadt. Er lag unweit des Rheins, um die Kohle, für die die Strecke in erster Linie gebaut worden war, zum Weitertransport auf Schiffe umverladen zu können. Mit Eröffnung der Strecke nach Mainz im Jahr 1853 und der Verbindung nach Mannheim 1867 wurde er zum Eisenbahnknotenpunkt. Später erhielt er die Bezeichnung Ludwigshafen (Rhein) Hauptbahnhof, als Reaktion auf Eingemeindung umliegender Orte, die ebenfalls über Bahnanschluss erhalten hatten. Die Tatsache, dass es sich bei ihm um einen Kopfbahnhof handelte, erwies sich zunehmend als Betriebshindernis.

### Mutterstadt

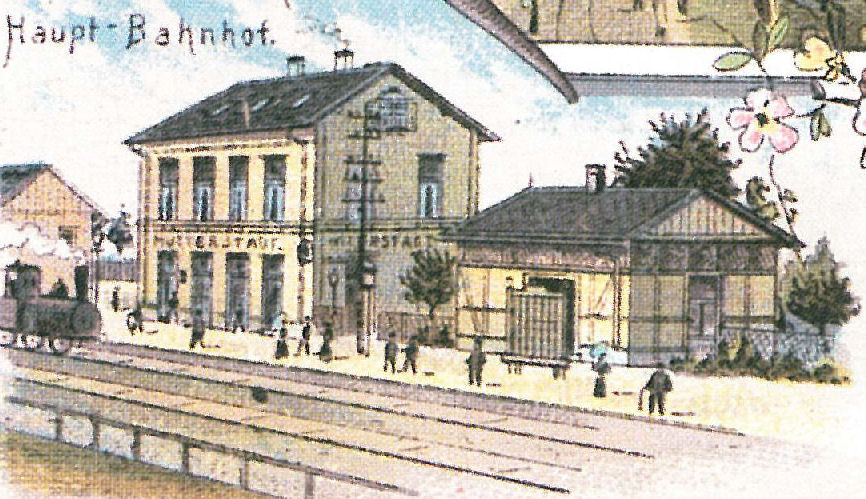
Bahnhof Mutterstadt im Jahr 1900

Der Bahnhof liegt einige Kilometer weiter westlich von Mutterstadt. Da letztere ab 1890 Anschluss an die schmalspurige Bahnstrecke Ludwigshafen–Dannstadt erhielt, fand für den Bahnhof in der Folgezeit inoffiziell die Bezeichnung „Mutterstadt Hauptbahnhof“ Verwendung. Im Zuge des viergleisigen Ausbaus der Hauptstrecke erhielt er ein neues Empfangsgebäude an der Westseite der Gleisanlagen, das dem Personenverkehr diente, während der Vorgänger fortan ausschließlich für den Güterverkehr zuständig war.

### Schifferstadt
Der Bahnhof befindet sich am nordwestlichen Stadtrand von Schifferstadt. Seine Eröffnung fand am 11. Juni 1847 als Teil des Ludwigsbahn-Abschnitts Ludwigshafen-Neustadt statt. Zeitgleich ging die Stichstrecke nach Speyer in Betrieb, womit Schifferstadt zum ersten Eisenbahnknotenpunkt innerhalb der Pfalz wurde. Die Stichstrecke nach Speyer erfuhr 1864 eine Verlängerung bis nach Germersheim und 1876 bis nach Wörth.

### Böhl
Die Anlage des Bahnhofs fand südlich der Gemeinde Böhl statt. Ursprünglich war seine Errichtung nicht vorgesehen; diese wurde erst nachträglich vereinbart.

### Haßloch
Der Bahnhof entstand am nördlichen Ortsrand von Haßloch.

### Neustadt a/d. Hardt

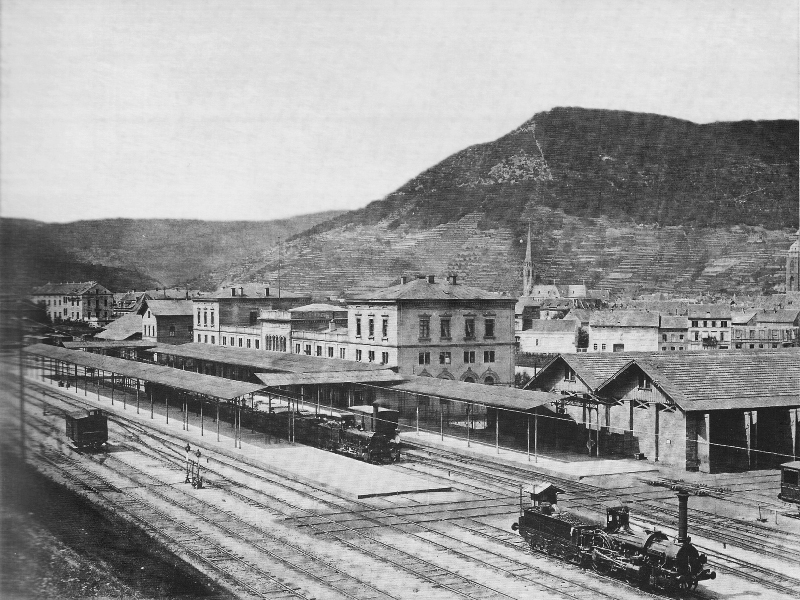
Bahnhof Neustadt gegen Ende der 1860er Jahre

Ab 1847 war der Bahnhof zunächst für die Dauer von zwei Jahren Endbahnhof des östlichen Ludwigsbahn-Abschnitts. Das erste Empfangsgebäude bestand aus Holz. Mit Eröffnung der Maximiliansbahn wurde er nach Schifferstadt und Ludwigshafen der dritte Eisenbahnknotenpunkt innerhalb der Pfalz. Später kam außerdem die Pfälzische Nordbahn hinzu, die zunächst in Bad Dürkheim endete und seit 1873 bis nach Monsheim führt. Für letztere war eine Erweiterung der Bahnanlagen erforderlich; entsprechend musste das ursprüngliche Empfangsgebäude weichen. Ab 1875 diente der Bahnhof als Staats-Telegrafen-Station. Nach Vollendung der Alsenztalbahn 1871 entwickelte sich der Bahnhof außerdem zu einem bedeutenden Fernverkehrsknotenpunkt, was der Stadt internationale Bekanntheit bescherte. Ab den 1880er Jahren begann die Errichtung eines Güter- und Rangierbahnhofs, dessen Anlagen sich östlich von Ludwigs- und Maximiliansbahn befanden. Von diesem führte ab 1887 außerdem eine Verbindungskurve zur Maximiliansbahn, das Direktverbindungen von Ludwigshafen nach Weißenburg ohne Richtungswechsel erlaubte.

### Lambrecht

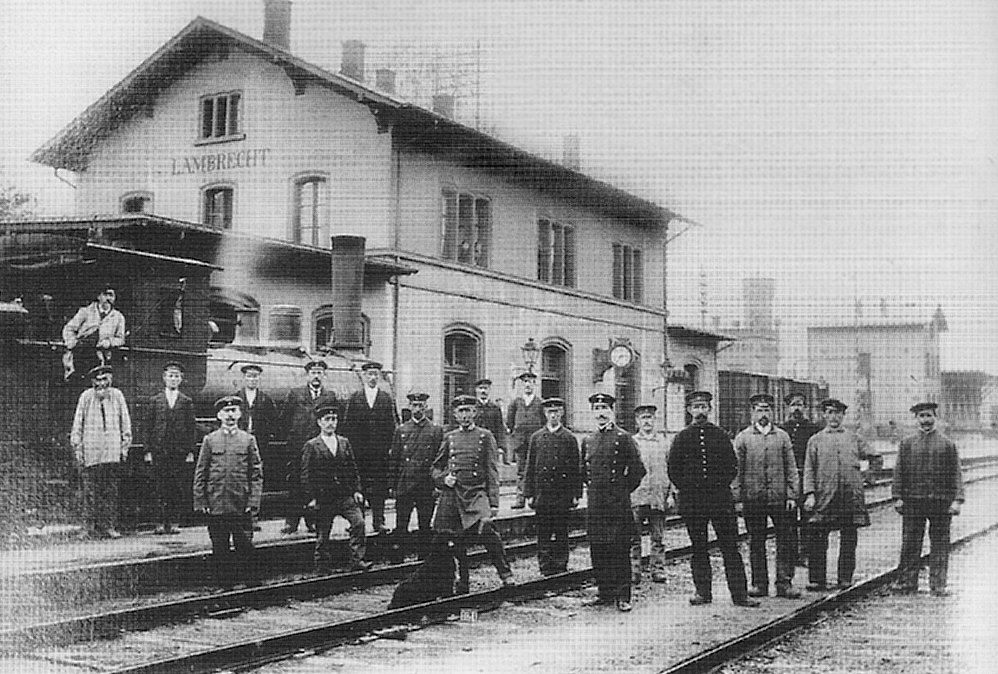
Bahnhof Lambrecht um 1900

Der Bahnhof befindet sich am nördlichen Stadtrand von Lambrecht (Pfalz). Das Empfangsgebäude entsprach stilistisch denjenigen Bahnhöfen, die in der Pfalz vor allem in der zweiten Hälfte des 19. Jahrhunderts entstanden.

### Weidenthal
Der Bahnhof Weidenthal befindet sich im Süden der Gemarkung von Weidenthal. Der örtliche Steinbruch war mit seinen eigenen Anschlussgleisen ein wichtiger Güterkunde. An ihm wurden Schleif- und Mühlsteine produziert und verladen.

### Frankenstein

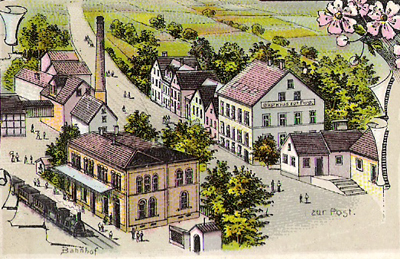
Bahnhof Frankenstein im Jahr 1900

Der Bahnhof befindet sich am westlichen Siedlungsrand von Frankenstein. Unmittelbar östlich von ihm schließt sich der Schlossberg-Tunnel an. Vom 2. Dezember 1848 bis zum 25. August 1949 war er östlicher Endpunkt des westlichen, von Bexbach kommenden Ludwigsbahn-Abschnitts. Bei seiner Entstehung spielten die Interessen von Paul Camille Denis, dem Erbauer der Ludwigsbahn, eine große Rolle, zumal dieser sich zeitweise vor Ort niederließ, die Burg Diemerstein erwarb und sich in unmittelbarer Nähe eine Villa, die sogenannte Villa Denis bauen ließ. Im Hinblick auf die Größe Frankensteins fiel das Empfangsgebäude architektonisch sehr anspruchsvoll aus, was ebenfalls auf den Einfluss Denis' zurückzuführen ist. Von seiner Bauweise her ähnelt es einem Schloss.

### Hochspeyer
Der Bahnhof befand sich im Westen von Hochspeyer in der Nähe der örtlichen Heidestraße. Er war der ursprüngliche Bahnhof der Gemeinde Hochspeyer. Sein Bau wurde erst nachträglich beschlossen. In den statistischen Jahrbüchern war er oft als „Bahnhof am Kreuz“ verzeichnet. Mit Inbetriebnahme der Alsenztalbahn und des neuen Hochspeyerer Bahnhofs verlor er seine Funktion für den Personenverkehr und erhielt den neuen Namen „Althochspeyer“. Mit Rücksicht auf ein Chemieunternehmen, das sich in seinem Bereich angesiedelt hatte, sowie wegen seiner Bedeutung für die Holzindustrie blieb er jedoch als Güterbahnhof erhalten.

### Kaiserslautern

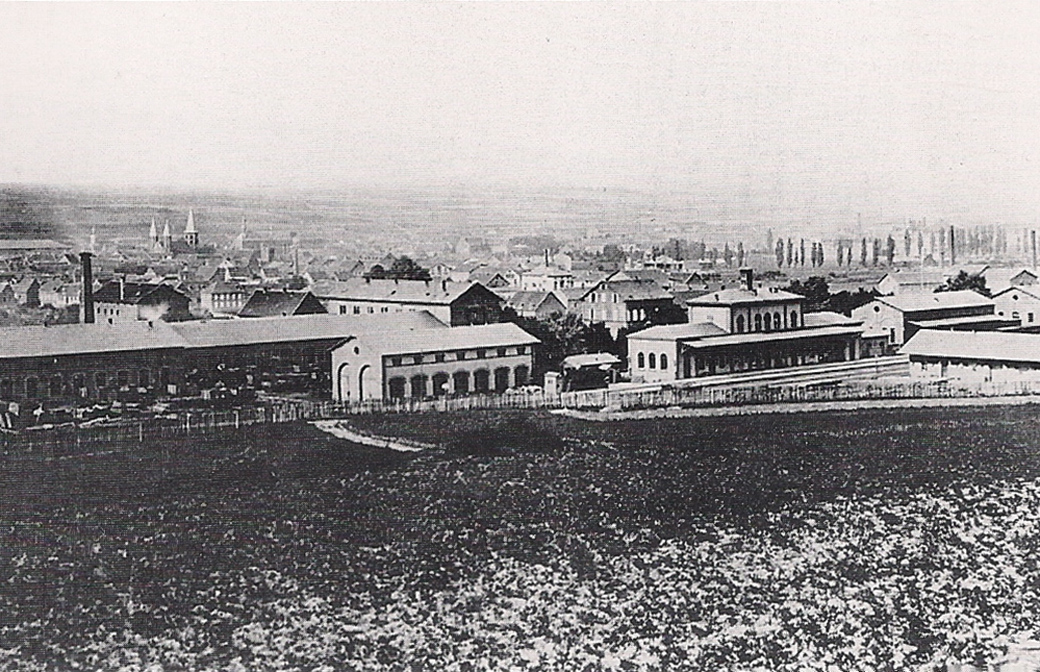
Bahnhof Kaiserslautern um 1870

Die Eröffnung des Bahnhofs fand am 1. Juli 1848 statt, als die Ludwigsbahn-Gesellschaft den Abschnitt Homburg–Kaiserslautern in Betrieb nahm. Er befand sich seinerzeit südlich des Siedlungsgebiets der Stadt Kaiserslautern. Erst ein halbes Jahr später folgte die Verlängerung der Ludwigsbahn bis nach Frankenstein, ehe 1849 die damalige Strecke von der Rheinschanze bis Bexbach durchgängig befahrbar war. Trotz der großen Bedeutung der Stadt besaß er in seiner Anfangszeit eine eher untergeordnete Bedeutung, da er sich erst 1875 mit Eröffnung der Bahnstrecke Kaiserslautern–Enkenbach – die sowohl als Zufuhrstrecke zur Alsenztalbahn als auch zur Donnersbergbahn diente – und damit vergleichsweise spät zum Eisenbahnknotenpunkt entwickelte. Zusätzlich an Bedeutung gewann er durch Eröffnung der Lautertalbahn im Jahr 1883 und der Vollendung der Biebermühlbahn nach Pirmasens im Jahr 1913.

### Landstuhl
Der Bahnhof befindet sich am nördlichen Stadtrand. Seine Inbetriebnahme folgte 1848 mit der Ludwigsbahn-Teilstrecke Kaiserslautern–Homburg. In diesem Abschnitt war er stets der bedeutendste Unterwegsbahnhof. Seit 1868 zweigt die Strecke nach Kusel nordwestlich des Bahnhofs ab. Dadurch wurde der Bahnhof nach Schifferstadt, Ludwigshafen, Neustadt an der Haardt, Homburg (1857), Winden (1864) und Schwarzenacker (1866) der siebte Eisenbahnknotenpunkt innerhalb der Pfalz.

### Hauptstuhl
Der Bahnhof befindet sich im Norden der Ortsgemeinde Hauptstuhl.

### Bruchmühlbach
Der Bahnhof liegt am westlichen Ende von Bruchmühlbach.

### Homburg

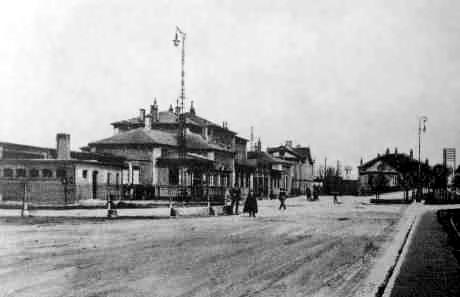
Bahnhof Homburg im Jahr 1902

Der Bahnhof wurde bereits 1848 eröffnet. Mit der Freigabe der Bahnstrecke Homburg–Zweibrücken im Jahr 1857 wurde er nach Schifferstadt (1847), Ludwigshafen (1853) und Neustadt (1855) der vierte Eisenbahnknotenpunkt innerhalb der damaligen Rheinpfalz.

### Bexbach
Der Bahnhof bildete zum Zeitpunkt seiner Eröffnung das westliche Betriebsende der Ludwigsbahn, ehe 1850 die Verlängerung bis ins seinerzeit preußische Neunkirchen fertig war.

## Rezeption
Die Pfälzische Ludwigsbahn-Gesellschaft veröffentlichte 1854 eine Schrift namens Die Pfälzer Eisenbahnen und ihre Umgebung in achtundzwanzig malerischen Aussichten, Text und Karte bestehend, das Lithographien des Künstlers Friedrich Hohe aus München enthält. Mit Ausnahme eines Bildes, das zeigt, wie ein Zug einen Tunnel in Frankenstein verlässt, enthält es jedoch keine Informationen über den Bahnbetrieb an sich, sondern enthält hauptsächlich Vorschläge für Ausflüge. Aufgrund der Tatsache, dass die Strecke zwischen Kaiserslautern und Neustadt mehrere Tunnels passierte und die damaligen Personenwagen über keine Beleuchtung verfügten, war sie außerdem bei Liebespaaren sehr populär, die sich während der Tunneldurchfahrten entsprechend oft umarmten. Heinz Sturm schrieb 1967 in seinem Werk „Die pfälzischen Eisenbahnen“, dass sie den „Grundstock für den Aufschwung der pfälzischen Eisenbahnen und für das Vertrauen, das ihnen allseitigen Zuspruch verschaffte“, legte. Werner Schreiner charakterisierte 1987 die Ludwigsbahn als „wirtschaftlich erfolgreich“. Dies sei „den weiteren Bahnplänen in der Pfalz förderlich“ gewesen. Fritz Engbarth bezeichnet sie als „das Rückgrat des pfälzischen Eisenbahnverkehrs“. Ihre Geschichte wäre jedoch „unvollständig, ohne ihren Erbauer [Denis] nicht wenigstens zu nennen“.